# Colomychus
Colomychus là một chi bướm đêm thuộc họ Crambidae.

## Các loài
- Colomychus florepicta (Dyar, 1914)
- Colomychus talis (Grote, 1878)